# Pebràs lleter de riberada
El pebràs lleter de riberada (Lactarius controversus) és una espècie de fong de l'ordre dels russulals (Russulales). És un bolet amb una carn de sabor coent i que desprèn un líquid lletós.Trobat a Europa, va ser descrit científicament pel micòleg sud-africà Christiaan Hendrik Persoon l'any 1800.
Creix en terrenys argilosos a l'estiu i a la tardor. No és comestible, ja que provoca problemes gàstrics.

## Risc de confusió amb altres bolets
Pot ésser confós amb Lactarius piperatus i Lactarius pergamenus.